# Chant XVI de l'Enfer
Le Chant XVI de l'Enfer est le seizième chant de l'Enfer de la Divine Comédie du poète florentin Dante Alighieri. Il se déroule sur le troisième giron du septième cercle, où sont punis les violents envers Dieu, la nature et l'art ; nous sommes à l'aube du 9 avril 1300 (samedi saint), ou selon d'autres commentateurs du 26 mars 1300.

## Thèmes et contenus

### Les trois Florentins: versets 1-63

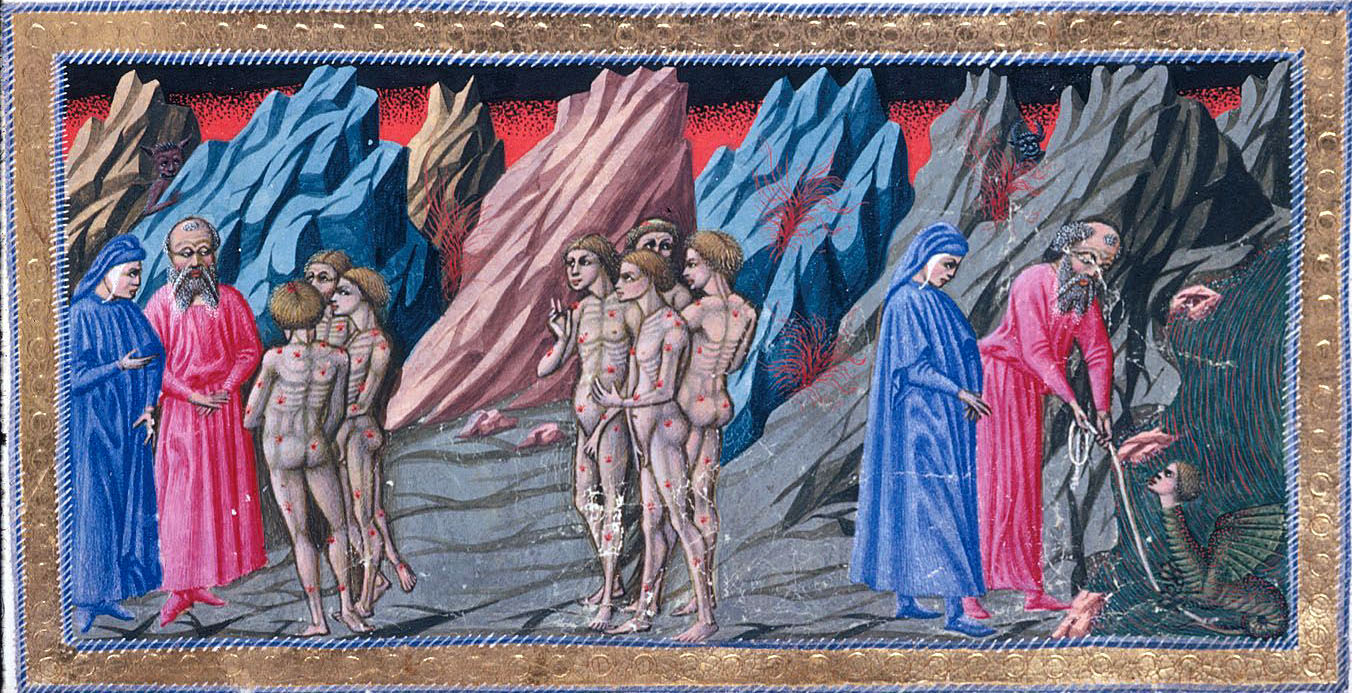
Priamo della Quercia, illustration dans le.

Le Chant commence par une note sonore : Dante et Virgile marchent sur la rive du Phlégéthon pour ne pas marcher sur le sabbione traversé par la pluie de feu du troisième cercle du septième cercle (celui où sont punis les violents contre Dieu et contre nature), et déjà ils commencent à entendre le bruit de la cascade, semblable au bourdonnement que font les abeilles près des ruches.
Puis, d'un des rangs sortent trois damnés qui se dirigent vers eux en criant à Dante : « Arrête, toi qui, par ta tenue, semble être de notre cité corrompue  » (terra prava).
Alors que Dante est frappé par leurs horribles brûlures, Virgile le prépare à la rencontre. Comme dans celle de Farinata degli Uberti, le poète latin annonce que Dante est sur le point de rencontrer une de ces âmes « magnétiques » dont il a demandé des nouvelles à Ciacco, par le biais d'une périphrase : « Maintenant, attends, il faut être courtois avec elles. Et si ce n'était le feu que jette la nature du lieu, je dirais que la hâte vous conviendrait mieux qu'à eux  » (paraphrase des versets 14-18).
Les trois damnés reprennent leurs « anciens vers » (en pleurant ou en faisant les cent pas) lorsqu'ils voient que les deux s'arrêtent et, lorsqu'ils se rapprochent, ils commencent à courir en rond, l'un derrière l'autre, car, comme Brunetto Latini l'a expliqué dans le Chant précédent les sodomites sont punis par une course éternelle et s'ils s'arrêtent pendant cent ans, ils sont a cloués au sol comme les blasphémateurs (peut-être parce que s'arrêter pendant que l'on paie pour ses péchés est considéré comme de l'orgueil envers Dieu, tout comme le blasphème ? ). Dante fait une comparaison quelque peu obscure : de même que les champions nus et oints étudiaient avant le combat une prise qui leur serait avantageuse, de même ces trois-là tournaient le cou dans le sens inverse de leurs pieds : tout cela pour dire peut-être qu'ils le regardaient fixement comme ces «  champions »  qui, au Moyen Âge, se battaient contre rémunération pour régler des litiges juridiques (il est plus difficile pour Dante de faire référence aux gladiateurs du monde antique).
L'un des trois commence à parler, d'abord en disant que, malgré leur apparence misérable, ils étaient des hommes de renom dans la vie, de sorte que, si pour ce renom l'âme de Dante se penche, ils le supplient de dire  che i vivi piedi / così sicuro per lo 'nferno freghi (versets 31-32).
Mais d'abord, il offre trois présentations lapidaires de lui-même et de ses compagnons : l'homme, écorché par les flammes et nu, qui le précède était un personnage plus important qu'il n'apparaît, neveu de la bonne Gualdrada (personnage cité comme exemple de vertu (Paradis, Chant XV, verset 112), et d'un célèbre condottiere du nom de Guido Guerra, partisan du parti guelfe, vaincu à la bataille de Montaperti, favorisant la rédemption des Guelfes à la bataille de Bénévent « il fit avec beaucoup de sagesse et avec l'épée  » (verset 39) ; celui qui le suit est Tegghiaio Aldobrandi, qui aurait dû être écouté dans le monde (il avait en effet déconseillé aux Florentins de se battre à la bataille de Montaperti), le suivant est Jacopo Rusticucci, qui a plus souffert de sa femme mégère que d'autre chose (les commentateurs se sont laissés aller à ce vers épigraphique, racontant comment, face au refus de son épouse, il s'était adonné à des relations homosexuelles).
Les trois illustres Florentins, ne seraient que des ébauches  hâtivement esquissées. Ils appartiennent tous à la génération précédant celle de Dante et étaient d'importants condottieri et politiciens, de sorte que leurs rangs sont supposés être unis par ces professions, alors que les rangs de Brunetto Latini ne comptaient que des clercs et des hommes de lettres. Dante, ayant reconnu ces grands hommes, écrit qu'il serait volontiers descendu pour les embrasser, mais il se garde bien de le faire à cause de la pluie ardente.
Il commence alors à leur répondre. Leur condition misérable ne suscite pas chez lui le mépris, mais plutôt une tristesse persistante, d'autant plus que son maître (Virgile) l'a averti de leur rencontre ; lui aussi est florentin, il a écouté et répété avec affection leurs noms et leur œuvre honorée (notons que Dante met d'abord le verbe rétracter de écouter, en utilisant ce qu'on appelle l'« hystéron-protéron », figure rhétorique qui inverse l'ordre séquentiel des actions). Le poète pèlerin quitte le fiel de l'enfer pour les « dolci pomi » du paradis, comme le lui a promis son guide (Virgile), mais il doit d'abord descendre au centre de la terre (c'est-à-dire au point le plus bas de l'Enfer).

### La Corruption de Florence: versets 64-90

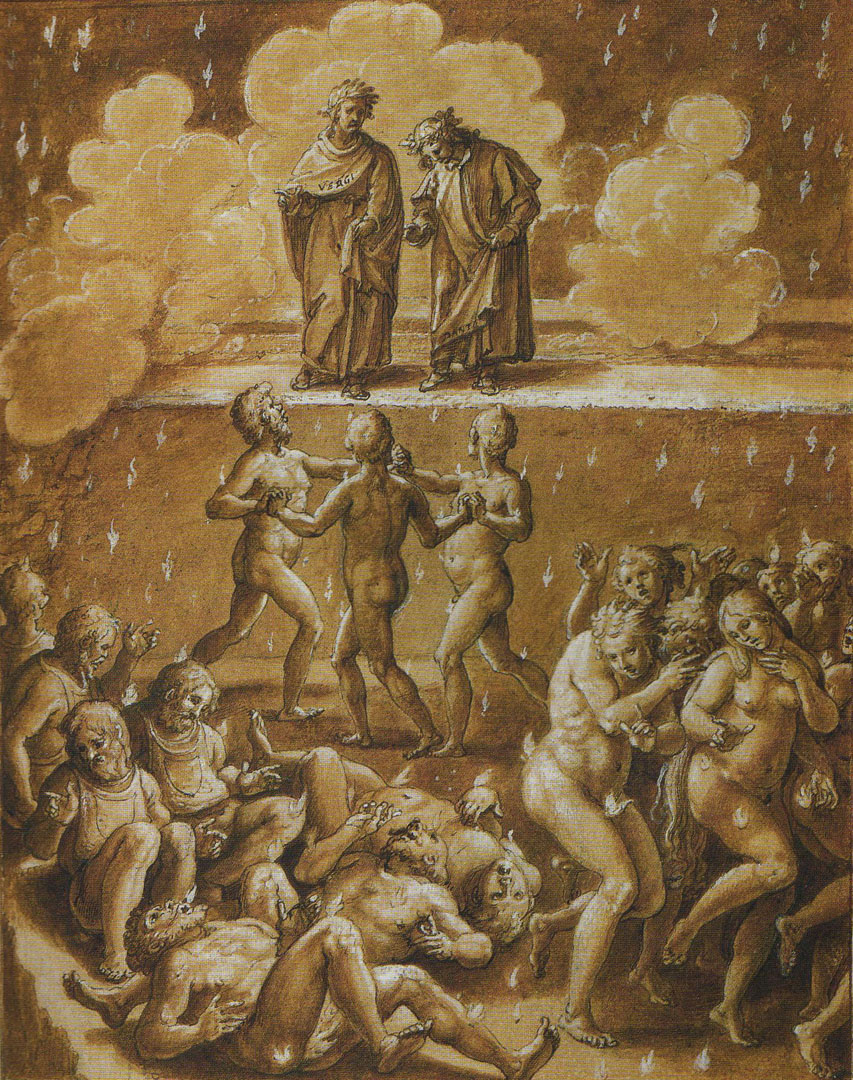
Les trois Florentins, Giovanni Stradano (1587).

Après avoir invoqué la magnanimité de Dante, Jacopo demande si les vertus chevaleresques telles que la « courtoisie » (comprise comme le respect des normes des « cours  ») et la « vaillance » règnent encore dans leur ville, car un certain Guglielmo Borsiere (it), qui était récemment descendu parmi eux (c'est-à-dire récemment mort), lui a raconté des faits inquiétants.
Dante profite de l'occasion pour exposer sa vision de la Florence contemporaine. Selon lui, le nœud du problème réside dans « l'immigration  » (le nouveau peuple) et dans la richesse facile qui attire les gens et les remplit d'un orgueil sans mesure. Dante prononce cette brève oraison d'un geste et d'un ton prophétiques  le « visage levé  », et les trois se regardent en hochant la tête, étonnés et attristés. Ils se remercient mutuellement, en disant que sa réponse était la bienvenue, et lui recommandent, s'il revient dans le monde des vivants, de ne pas oublier de mentionner leurs noms lorsqu'il racontera son voyage. Puis ils s'enfuient avec des jambes lestes (isnelle) le temps de dire un « amen » (Un amen non saria possuto dirsi / tosto cosi come è fuoro spariti versets 89-90).

### La Corde de Dante:  versets 91-114
Entre-temps, Dante repart avec Virgile et le bruit de la cascade, mentionné au début du Chant, est déjà assez fort pour couvrir leurs voix. La comparaison qui consiste à dire que la chute d'eau lui rappelle celle des « Romiti » près de San Benedetto dell'Alpe, est longue et complexe et occupe quatre triolets : Comme ce fleuve qui a un cours qui lui est propre (il ne se jette pas dans le Pô), premier parmi ceux qui de Monviso (où le Pô prend sa source) vers l'est descendent de la côte gauche des Apennins, qui s'appelle Acquacheta dans la partie supérieure, avant de descendre en aval dans son lit, et à Forlì change de nom (il s'appelle  Montone), il y gronde au-dessus de San Benedetto dell'Alpe parce qu'il tombe en une seule cascade là où il devrait en recevoir mille ; Ainsi, en descendant une pente abrupte, nous avons trouvé cette eau sombre qui grondait, de sorte qu'en peu de temps, elle allait endommager notre ouïe (paraphrase des versets 94-105).
C'est alors que Virgile lui demande la corde qui ceint les reins de Dante. Il s'agit d'un passage qui a certainement une valeur allégorique, mais dont le sens n'a jamais été complètement clarifié. Les points principaux du passage de Dante sont les suivants :
- Virgile demande la corde pour invoquer Géryon, symbole de la fraude ;
- Dante dit qu'il avait essayé d'attraper le lonce tacheté (symbole de luxure ou de fraude dans le premier Chant) avec cette même corde.

D'autres éléments sont que Dante la lui remet tordue et rassemblée, c'est-à-dire enroulée en écheveau, que Virgile la lance vers la droite et qu'il le fait à distance du rivage.
Les interprétations allégoriques de la corde peuvent être rattachées à deux théories principales, chacune soutenue par un grand nombre d'érudits et de commentateurs.
La première, plus ancienne et fondée sur des citations de la Bible et des parallèles dans d'autres passages dantesques, voit dans la corde le symbole de l' « intention  frauduleuse », liée à la séduction amoureuse, rappelant Géryon comme symbole de la fraude en action .
La seconde, liée à d'autres citations bibliques ainsi qu'à des passages de saint Augustin et d'Aristote, désigne la corde comme un symbole de chasteté, comprise comme une gaine qui retient dans les reins les instincts liés à la sexualité (une gaine qui, après avoir rendu visite aux sodomites lascifs, n'est plus nécessaire). Si cela explique pleinement la mention de la tentative de Dante de dompter la luxure , cela s'accorde moins bien avec la figure d'attraction de la Fraude. On peut peut-être comprendre plus largement comment une âme pure peut être dénaturée par une naïveté qui attire une malveillance frauduleuse. Cependant, il dompte et vainc, dans un certain sens, la fraude, de sorte que, selon un passage d'Isaïe , il pourrait représenter la Justice et la Fidélité.
L'idée, soutenue par certains commentateurs de manière quelque peu superficielle, que Dante était un tertiaire franciscain ou un templier, la présence de la corde étant le seul indice à cet effet, ne repose sur aucune preuve.

### Le Soulèvement de Géryon: versets 115-136
Dante imagine déjà que quelque chose de nouveau est sur le point d'apparaître et pense que les hommes doivent être prudents lorsqu'ils sont en présence de (paraphrase) : ceux qui, non seulement (pur) voient les actes extérieurs (l'ovra), mais pénètrent aussi avec leur esprit dans les pensées des autres (c'est une périphrase pour faire référence à Virgile), c'est-à-dire qu'il est bon de se taire jusqu'à ce que l'on sache ce qui se passe. Mais Virgile lit dans ses pensées comme d'habitude et (malgré le bruit de la cascade, qui n'est plus mentionné) lui dit que quelque chose va bientôt arriver.
A ce point, il apostrophe le lecteur pour attirer son attention et le préparer à un spectacle extraordinaire et irréel, en disant que (paraphrase :) il faut toujours éviter, autant qu'on le peut, de rapporter un fait, si vrai qu'il soit, lorsqu'il se présente avec une apparence si étrange et si merveilleuse qu'on puisse le croire faux ; car il est facile en pareil cas, sans être coupable de mensonge, de mériter le reproche d'être menteur. Mais il dit : «  qui tacer nol posso » et jure par les rimes de sa comedia (verset 128, c'est la première fois que Dante donne un nom à son œuvre et l'un des rares passages où il la nomme) s'adressant directement à chaque lecteur, afin qu'ils ne soient pas vides de toute grâce, qu'il a vu précisément une figure « merveilleuse » (c'est-à-dire de nature à susciter l'étonnement et la consternation même chez un homme ferme et résolu). "sûr") montant vers le haut à travers l'air dense et sombre (c'est une métaphore), comme le marin qui descend pour décrocher l'ancre qui s'accroche à un rocher ou à un autre objet au fond de la mer, qui dans la partie supérieure du corps s'étire, et « du pied il se rétracte », c'est-à-dire qu'il rétracte ses jambes vers lui, pour remonter à la surface (c'est-à-dire à la manière d'une grenouille).
Ce personnage prodigieux est Géryon, gardien du huitième cercle des Enfers où sont punis les fraudeurs et qui est un symbole de la fraude (dans l'Énéide, gardien de l'Averne). Sa figure, répartie sur pas moins de quatre Chants, sera décrite en détail dans le prochain Chant, tandis que le vol prodigieux de Dante et Virgile sur le dos de Geryon sera traité dans le Chant XVIII ; dans le Chant XX, sa disparition sera brièvement mentionnée dans les premiers vers.